# Белорусизация в Западной Белоруссии
Белорусизация в Западной Белоруссии — один из элементов советизации Западной Белоруссии в 1939—1941 годах, предполагавший расширение использования белорусского языка и развитие белорусской культуры.

## Предыстория
После польско-советской войны западнобелорусские земли вошли в состав Польши. Дабы укрепить свою власть в многонациональном крае, Варшава развернула полонизацию. Польский язык стал господствовать в государственных учреждениях и системе просвещения. К сентябрю 1939 года здесь не было ни одной белорусской начальной школы. Приобщиться к родному языку можно было только через домашнее обучение и самообучение по букварю Сергея Павловича «Першыя зярняткі». Судьба единственной уцелевшей Виленской белорусской гимназии была неопределённой. Во всей Польше в 1935 году студентов-белорусов насчитывалось около 0,5% всех студентов вузов.

## Школьное образование
2 декабря 1939 года появилось постановление ЦК КП(б)Б «О мероприятиях по организации народного образования в западных областях БССР». В нём говорилось, что основная масса школ в западных областях Белорусской ССР должна быть белорусскими. Рекомендовалось переход на белорусские школы не затягивать, однако осуществлять его по мере снабжения школ учебниками и квалифицированными преподавателями-белорусами. Партийным советским органам и отделам народного образования предлагалось развернуть пропагандистскую и агитационную работу по ликвидации пренебрежительного отношения к белорусскому языку.
С января обучение во всех школах западных областей началось по новым учебным планам и программам, общим для школ БССР. Таким образом, главным мероприятием стала белорусизация школ и перевод польских школ на белорусский язык. Процесс проведён менее, чем за полгода. По состоянию на 14 февраля 1940 года в Западной Белоруссии преподавание на белорусском языке осуществлялось в 4048 школах (79,8 % от их общего количества), а на польском — только в 538 школах (10,7 %). В некоторых местах школы национальных меньшинств переводились на белорусский язык или ликвидировались без согласия местных жителей. 
При этом школы столкнулись с нехваткой учителей — всеобщее начальное образование требовало увеличения числа педагогов, а многих поляков уволили. Те из преподавателей, что прошли курсы переподготовки, не знали русского и белорусского языков. Причём оказалось, что местное белорусское население не владеет белорусским литературным языком, а разговаривает на диалектах и по-польски. Возникли трудности в общении между учителями и учениками. В регион было направлено много «восточников»-учителей, которые не знали польского языка, на котором говорили ученики. Также в новых школах не хватало учебников, в том числе по белорусской грамматике. В итоге использование польского языка в школах продолжалось с ведома местных властей.
К 1 сентября 1940 года в Западной Белоруссии работало 5 633 школы. 74,4% приходилось на школы с белорусским языком обучения; 17,5 — польским; 3,1 — русским; 3,0 — еврейским; 1,1 — литовским, 0,9% — украинским.
30 сентября 1940 года издано постановление ЦК КП(б)Б «О фактах извращения ленинско-сталинской национальной политики в школьном строительстве». Документ предписывал сделать основным языком преподавания тот, который понятен большинству школьников. В результате в польских школах преподавание ряда предметов перевели обратно на польский язык, а в еврейских школах — на идиш.

## Искусство
В духовную жизнь Советской Белоруссии включились западно-белорусские писатели, поэты, общественные деятели, артисты. Осенью 1940 года было создано Белостокское отделение Союза писателей БССР во главе с Пилипом Пестраком. В конце этого же года вышел его сборник стихов «На страже», а также книги Нины Тарас и Максима Танка.
Начали открываться белорусские профессиональные театры. В 1940 году работали белорусские драматические театры в Барановичах, Пинске, Вилейке, Белостоке, отделение Белорусской государственной филармонии в Белостоке. В Белостоке был создан государственный джаз БССР (художественный руководитель Эдди Рознер). В 1940 году творческую деятельность начал Белорусский ансамбль песни и танца (художественный руководитель Рыгор Ширма). Повсеместно в крае наблюдалось оживление художественной самодеятельности, возникали многочисленные драматические и музыкальные кружки, хоры, оркестры, организовывались вечера художественной самодеятельности. В районных и областных центрах проводились олимпиады художественной самодеятельности.
В апреле 1940 года в Минске состоялся заключительный концерт самодеятельности коллективов западных областей республики. В мае хор деревни Большое Подлессе Ляховичского района Барановичской области стал участником декады белорусского искусства в Москве.

## Печатные СМИ
1 мая 1940 года бюро ЦК КП(б)Б приняло решение «Об издании районных газет в западных областях БССР на белорусском языке».
При областных комитетах комсомола выходили 4 газеты на белорусском языке (каждая 1 раз в 2 дня):
- Белостокская область — «Комсомолец Белостока» (тираж 15 тыс. экз.);
- Новогрудская (позже Барановичская) область — «Освобожденная Белоруссия» (тираж 15 тыс. экз.);
- Полесская область — «Сталинское племя» (тираж 15 тыс. экз.);
- Вилейская область — «Ленинец» (тираж 10 тыс. экз.).

Ряд газет на белорусском языке выпускался Красной Армией. На белорусском языке Красная Армия стала выпускать 6 новых дивизионных, 2 армейских и 1 фронтовую газеты (тираж каждой был определен в 15 тысяч экземпляров).
Советские пропагандисты столкнулись с тем, что многие (особенно молодые) белорусы не умели читать на белорусском языке. В итоге издания на белорусском языке продавались плохо. Так, за 20 дней ноября 1939 года из-за незнания населением белорусского языка на Кобринщине непроданными остались 76 тысяч экземпляров (из 102 тысяч присланных) газет, а на Брестщине 55 тысяч из 212 тысяч присланных газет.

## Коренизация
Положительный эффект от проводимых преобразований ослаблялся растущей кампанией борьбы с «врагами народа», репрессиями и депортацией. Местным кадрам не особенно доверяли и не всегда обоснованно. В большинстве своём прибывшие из других регионов СССР не знали местного образа жизни, обычаев и языка. С целью корректировки кадровой политики в октябре 1940 г. ЦК КП(б)Б принял постановление «Об упорядочении дела подбора и посылки работников в западные области БССР». В постановлении подчеркивалось, что Нарком-просс направил учителей в западные области без учёта действительной потребности и национального состава школ. Практика общего недоверия к местным специалистам была признана вредной.
Аналогичная ситуация имела место не только в просвещении. В письме ЦК КП(б)Б от 21 октября 1940 года «О недостатках в работе партийных и советских органов в западных областях Белоруссии» обращалось внимание на тот факт, что «в Молодечненском и в ряде других районов Вилейской области некоторых председателей сельсоветов, выдвинутых на месте, вполне доказавших свою преданность и работоспособность, сместили и заменили приехавшими комсомольцами под предлогом, что эти комсомольцы лучше знают советские порядки». Определённые выводы были сделаны, о чем свидетельствует справка «О выдвижении и воспитании кадров местного населения по Белостокской области». На 1 января 1941 года по Белостокской области выдвинуто из местного населения 18 066 человек. По национальностям: 4 451 белорусов, 10 245 поляков, 392 русских, 2 833 евреев и 145 представителей других национальностей.
Тем не менее, архивные документы свидетельствуют, что в Западной Белоруссии имела место депортация, проводившаяся в 4 этапа. Она коснулась поляков, белорусов, русских и представителей других национальностей. Всего с октября 1939 г. по 22 июня 1941 г. органами НКВД БССР в Западной Белоруссии были репрессированы более 135 000 человек.